# 蒙古第七次入侵高丽
蒙古第七次入侵攻高丽，元宪宗蒙哥五年（1255年）九月至元宪宗六年（1256年）六月，蒙古帝国第七次进攻高丽王朝的作战。
蒙古第六次入侵高丽之后，高丽高宗四十二年（1255年）九月，蒙古車羅大、永寧公領兵到西京平壤。十月，蒙古兵越过大院嶺，忠州出精銳，擊殺千餘人。十二月，蒙古兵造船攻槽島没有成功。高宗四十三年（1256年）正月，高宗派將軍李廣、宋君斐領水師三百，南下防御蒙古兵攻島。二月，因为蒙兵停發六道宣旨使用別監。当時奉使横征暴敛，以固恩寵，百姓痛苦，对于蒙古兵到达还很高兴。三月，高丽派大將軍愼執平等到达車羅大驻所。蒙古兵到窄梁外，崔沆派都房分守要害。四月，車羅大、永寧公表示如果國王出迎使者，王太子親自朝见蒙古皇帝，可以退兵。蒙古兵入忠州屠城。六月，派遣將軍李阡率水師二百餘人抵御蒙兵。在溫水縣作战，斬首數十級，奪还所虜男女百餘人。八月，高丽派遣將軍宋吉儒迁移清州民到达海島。車羅大、永寧公、洪福源等到甲串江外大張旗幟。九月，金守剛从蒙古回来，派徐趾來命班師。車羅大等收軍北還。